# SS Rangoon (1863)
Il Rangoon  fu un piroscafo da carico e trasporto passeggeri britannico affondato per urto contro gli scogli a Galle, Ceylon, il 1 novembre 1871.

## Storia
Il piroscafo SS Rangoon, con scafo in ferro, fu costruito presso il cantiere navale Samuda Brothers di Blackwall per conto della Peninsular and Oriental Steam Navigation Company. La nave fu varata il 4 aprile 1863, ma le catene non riuscirono a trattenerla e il Rangoon attraverso il fiume fino ad arenarsi a East Greenwich, dove rimase incagliata fino al il giorno successivo quando fu rimessa a galla alle 1:00 attraverso un canale che era stato appositamente ricavato attraverso la battigia. Il 4 luglio 1863 fu ufficialmente registrata presso il registro navale di Londra con il numero 47673 e la sigla VNJH. Il 4 agosto 1863 eseguì le prove in mare al termine delle quali fu ufficialmente consegnato alla The Peninsular and Oriental Steam Navigation Company. il 31 agosto salpò per il suo viaggio inaugurale raggiungendo dapprima Galle, Ceylon, e poi Calcutta, in India, dove arrivò il 4 novembre. Il 10 dicembre rimase bloccata vicino ad Aden durante il suo primo viaggio da Calcutta a Suez. Le truppe del locale sultano dovettero essere usate per tenere alla larga i saccheggiatori fino a quando la nave non fu rimessa a galla, ed arrivò a Suez, a rimorchio del Norna, il 25 dello stesso mese.
Il 18 gennaio 1861, tra Bombay e Aden, si verificò una esplosione nel magazzino e nella stiva di poppa causò ferite mortali al figlio di un passeggero di prima classe. Il fuoco impiegò tre ore prima di spegnersi. Nel 1871 fu impiagata per il trasporto della posta tra Galle e Sydney, in Australia. Il 1 novembre dello stesso anno la Rangoon, con a bordo passeggeri e posta per l'Australia arrivati a Galle la sera precedente a bordo dell''Indus, era al comando del capitano Skottowe, uno degli ufficiali più anziani e rispettati della compagnia di navigazione che compiva il suo ultimo viaggio prima di ritirarsi a vita privata. La nave si era fermata fuori del porto di Galle, proprio davanti al Forte, in attesa di sbarcare il pilota e riprendere la navigazione in alto mare quando la corrente la portò attraverso le Kadir Rock. Alle 18.00 il piroscafo riportò diverse falle nello scafo al centro nave, e sei ore dopo affondò di poppa in acque profonde, senza causare vittime.
Nove ore dopo l'incidente la notizia arrivò nella sede della compagnia in Leadenhall Street, a Londra.  Dopo le opportune indagini tutta la colpa dell'incidente fu attribuita al pilota. Il relitto della nave giace a una profondità di 32 m.

### Fonti
1. ↑  Harcourt  2013, p. 181.
2. 1 2 3 4 5 6 7 8 9 10 11 12 13 14 15  P & O Heritage.
3. 1 2 3  Dive Sri Lanka.
4. ↑  Arnold 2017, p. 109.
5. ↑  Laakso  2016, p. 385.